# Emma Jacques
Emma Jacques (* 29. November 2001 in Metz, Frankreich) ist eine französische Handballspielerin, die für den ungarischen Erstligisten Esztergomi KC aufläuft.

## Karriere

### Im Verein
Jacques zog im Alter von vier Jahren mit ihren Eltern in das französische Übersee-Département Réunion. Dort begann sie das Handballspielen im Alter von fünf Jahren beim Verein La Tamponnaise. Im Jahr 2016 schloss sich die Linkshänderin dem französischen Verein Metz Handball an, bei dem sie im Jugendbereich die französische U-18-Meisterschaft gewann. In der Spielzeit 2016/17 wurde die Rückraumspielerin erstmals in der 2. Damenmannschaft von Metz Handball eingesetzt, mit der sie in der dritthöchsten französischen Spielklasse antrat. Am 23. September 2020 gab sie ihr Erstligadebüt gegen Entente Sportive Bisontine Féminin aus Besançon. Mit Metz Handball gewann sie in den Jahren 2022, 2023, 2024 und 2025 sowohl die französische Meisterschaft als auch den französischen Pokal. Zur Saison 2025/26 wechselte sie zum ungarischen Erstligisten Esztergomi KC.

### In der Nationalmannschaft
Jacques absolvierte rund 30 Partien für die französischen Jugendnationalmannschaft und für die französische Juniorinnennationalmannschaft, mit denen sie an der U-17-Europameisterschaft 2017, an der U-18-Weltmeisterschaft 2018 und an der U-19-Europameisterschaft 2019 teilnahm. Am 6. Oktober 2021 gab sie ihr Länderspieldebüt für die französische A-Nationalmannschaft gegen die tschechische Auswahl.

## Sonstiges
Ihre Eltern Mélinda Jacques-Szabo und Pascal Jacques liefen ebenfalls für die französische Handballnationalmannschaft auf.